# Glavoč četveropjegi
Glavoč četveropjegi (lat. Deltentosteus quadrimaculatus) riba je iz porodice glavoča (lat Gobiidae). Kod nas se još naziva i četripjeg. Nije poznat kao neke druge vrste jer živi na većim dubinama (i do 330 m) od većine svojih srodnika. Naraste do 9 cm duljine, smeđe - žućkaste je boje, a na boku ima četiri crne pjege po kojima je dobio ime.  Živi pri dnu, na pješčanim i muljevitim terenima.

## Rasprostranjenost
Glavoč četveropjegi živi u Mediteranu, i dijelu Atlantika od Biskajskog zaljeva do Mauritanije

## Vanjske poveznice
|  | Zajednički poslužitelj ima još gradiva o temi Deltentosteus quadrimaculatus |
|  | Wikivrste imaju podatke o taksonu Deltentosteus quadrimaculatus             |